# Still (Bajo Rin)
Still es una localidad y comuna francesa, situada en el departamento de Bajo Rin en la región de Alsacia.

## Demografía
| 1104 | 1150 | 1147 | 1289 | 1314 | 1514 | 1728 | 1760 |
| Para los censos de 1962 a 1999 la población legal corresponde a la población sin duplicidades (Fuente: INSEE [Consultar]) |      |      |      |      |      |      |      |